# Frank Smith (fumettista)
Charles Francis Smith (11 marzo 1908 – 23 novembre 1986) è stato un fumettista statunitense; dal 1976 al 1986 ha disegnato la serie a strisce giornaliere di Paperino per i quotidiani americani.

## Biografia
Charles Francis Smith nacque nel 1908. Lavorò per alcuni studi di animazione dal 1935 al 1972, tra cui Harman-Ising, prima di entrare alla Disney come disegnatore di fumetti dove, dal 1973 al 1976, disegnò storie a fumetti della serie di Paperino per il mercato estero in collaborazione con l'inchiostratore Steve Steere; nel 1976 gli venne affidata la realizzazione della serie a strisce giornaliere di Donald Duck per i quotidiani americani che continuò fino alla morte nel 1986 collaborando con diversi sceneggiatori come Greg Crosby e Bob Foster.
Oltre che per la Disney, lavorò anche per la Hanna-Barbera, disegnando serie a fumetti come Laff-a-Lympics, The Funtastic World of Hanna-Barbera e, per la Marvel Comics, alla serie TV Stars dal 1978 al 1979.
Realizzò, insieme a Jim Smart, anche una serie a fumetti propria, a strisce giornaliere, WC Fields, esordita nel 1982 e ispirata all'omonimo attore WC Fields e distribuita dal LA Times Syndicate. La serie a strisce esordì il 31 ottobre 1982 e i due autori se ne occuparono fino a giugno 1983 quando vennero sostituiti dal disegnatore Fred Fredericks e dal nipote stesso dell'attore, Ronald J. Fields, che scrisse le gag.
Esiste un animatore omonimo di questo autore, il quale si occupò delle serie su Mr. Magoo e di diversi programmi televisivi basati sulla serie Peanuts di Charles M. Schulz negli anni cinquanta e sessanta.